# Torquigener brevipinnis
Torquigener brevipinnis é uma espécie de peixe da família Tetraodontidae.
Pode ser encontrada nos seguintes países: Austrália, Indonésia, Japão, Nova Caledónia, Papua-Nova Guiné e Filipinas.